# Carl August Brentano-Mezzegra
Carl August Brentano-Mezzegra, auch Karl August von Brentano, (* 28. August 1817 in Augsburg; † 16. September 1896 in München) war ein deutscher Seidenfabrikant.

## Leben
Brentano besuchte die Technische Universität Wien und trat in das Familienunternehmen „Seidenmanufaktur Pelloux & Brentano“ ein, das Mitte der 1780er Jahre von den Brüdern Anton und Carl Brentano-Mezzegra, Nachfahren einer aus Italien stammenden Familie von Seidenhändlern, und ihres Schwagers Anton Pelloux in Göggingen als eine Seidenspinnerei und Weberei eröffnet und 1793 als Kurfürstlich pfalzbayerische privilegierte Seidenmanufaktur ins bayerische Lechhausen verlegt wurde. Er übernahm 1844 das Unternehmen von seinem Vater Karl. Er wurde als Unternehmer der „Samt-Seidenzeug und Kirchenornat-Fabrik“ in Lechhausen bei Augsburg bekannt, insbesondere auch, weil er seine Fabriken nach christlichen Grundsätzen leitete. Die Spinnerei- und Webereifabriken wandelte er 1868 als Aktiengesellschaft um, weil der aus der Ehe mit seiner Frau Anna stammende einzige Sohn mit 21 Jahren verstarb. „Die Fabrik zählte zu den bedeutendsten ihrer Art in ganz Deutschland, die an 200 verschiedenen Maschinen 40 bis 50 Personen beschäftigte und bis zu 1000 Pfund Rohseide pro Jahr verarbeitete. In dem großen Garten bei der Fabrik betrieb Brentano eine Maulbeerenzucht und ließ selbst auch Seidenspinner züchten.“
1847 rief Brentano den „Kreis-Frauen-Verein zur Beförderung der Seidenzucht“ ins Leben und engagierte sich dort über viele Jahre als Sekretär. Er war zudem beratendes Mitglied und Referent des Kreis-Seidenbau-Vereines.
Des Weiteren befand sich Brentano im Range eines Oberstleutnants Distrikts-Inspektor der Landwehr im Regierungsbezirk Schwaben und Neuburg. Carl August Brentano wurde 1846 in den erblichen Adelsstand erhoben.

## Engagement
Im November 1848 war Brentano Mitbegründer des „Konstitutionell-monarchische Vereins“. Aus diesem Umfeld entstand 1849 der Piusverein in Augsburg, der zu den Katholischen Vereinen Deutschlands gehörte. Brentano engagierte sich hier besonders während der Revolution 1848/49. Er war Abgeordneter für Augsburg und Aschaffenburg der Generalversammlung der Katholischen Vereine.
Carl August Brentano stellte zusammen mit dem Juristen und Publizisten Moritz Lieber das Präsidium des zweiten Deutschen Katholikentages vom 9. bis 12. Mai 1849 in Breslau.